# Colección castro naranjal 51
Pour les articles homonymes, voir CCN.
Le colección castro naranjal 51, plus connu sous ses abréviations CCN 51, CCN51 ou CCN-51, est un cacaoyer hybride. On trouve également l'appellation Don Homero, du nom de son inventeur. Il prend une importance de plus en plus grande sur le marché international du cacao.

## Origine
Le CCN 51 a été mis au point en 1965 par l'agronome équatorien Homero Castro (es). L'appellation « colección castro naranjal 51 » provient du fait que, dans la série d'essais de Homero Castro, effectuée à Naranjal (en), l'hybride satisfaisant a été obtenu au bout de 51 croisements entre plusieurs variétés (IMC 67, ICS 95 et O-1). Selon la classification actuelle, le CCN 51 rassemble les essences fondamentales suivantes : iquitos 45,4 %, criollo 22,2 %, amelonado 21,5 %, contamana ~4 %, purús 2,5 %, marañon ~2 % et nacional pratiquement 1 %. Cette hybridation devait rendre le cultivar résistant aux épidémies frappant les variétés traditionnelles,. Cette création par bouturage permet que le cacaoyer s'autoféconde.
À la mort de Castro dans un accident de voiture en 1988, celui-ci n'ayant pas breveté son hybride, celui-ci tomba dans le domaine public,. La promotion du CCN 51 passe par la fondation en 1995 de l'Asociación de Productores de Cacao Fino y de Aroma (APROCAFA), qui lance une campagne de replantation massive de cacaoyers CCN 51 après les ravages que fit El Niño sur les plantations équatoriennes et péruviennes. Cette campagne aboutit à la qualification de l'hybride comme produit « à haute productivité » le 22 juin 2005 par le ministère de l'agriculture équatorien. Cette déclaration permet au CCN 51 d'être cultivé à grande échelle et exporté.
Le CCN 51 a également été popularisé au Pérou à partir de 2002, lorsque l'Agence des États-Unis pour le développement international (USAID) a lancé un programme devant permettre aux petits producteurs de remplacer la culture de la coca par une autre ressource de revenus.

## Qualités
Malgré sa bonne résistance aux maladies comme la maladie de la machette, le cacao donné par le CCN 51 est plus acide et plus amer que les cacaos dits fins. Au fil du temps, les producteurs ont trouvé les moyens de rectifier l'acidité ; néanmoins, il manque toujours au CCN51 les notes florales ou fruitées d'un grand cacao,.
L'ICCO classe le cacao issu des fèves du CCN 51 comme de qualité grossière (« bulk ») et non de qualité fine (« fine-flavor »). La présence de CCN 51 dans les exportations équatoriennes expliquent, selon certains experts, les raisons de la décote des cacaos équatoriens, tandis que certains producteurs se mobilisent pour exclure le CCN 51 de leur modèle économique. Ces craintes quant à la baisse de la qualité de la production cacaoyère sont également sensibles au Pérou, après l'arrivée du CCN 51 dans les bagages de l'USAID. Toutefois, sans pouvoir rivaliser avec les grands cacaos, le CCN 51 trouve des défenseurs, qu'il s'agisse du grand producteur équatorien Vincent Zeller ou les agronomes du CIRAD,. Il demeure riche en polyphénols.
Du fait de cette qualité décriée, certains grands fabricants de chocolat comme Guittard Chocolate Company (en) ou Lindt & Sprüngli refusent de l'intégrer dans leurs recettes, tandis que Mondelez et Barry Callebaut se montrent favorable à cette introduction ; le négociant Cargill l'a intégré dans sa gamme de produits. Pour le Danois Toms Gruppen (en), fournisseur de la cour du Danemark, l'introduction du CCN 51 est prématurée, mais peut être envisagée lorsque les procédés de maturation auront apporté le meilleur de ces fèves.
Mais pour pallier la pénurie de chocolat annoncée par les grands chocolatiers, outre le CCN 51, d'autres hybrides sont développés, notamment les hybrides R-1, R-4 et R-6, primés au Salon du chocolat de Paris en 2009.

## Production
La productivité de l'hybride est importante, de l'ordre de 2 000  à   3 000 kg/ha/an. Il entre ainsi en concurrence directe avec le nacional, cacao équatorien traditionnel très prisé, qui ne donne lui que 300  à   500 kg/ha/an. Cette forte productivité ferait du CCN 51 l'une des solutions pour répondre à la pénurie mondiale de cacao.
Cette forte productivité s'explique par plusieurs phénomènes, au-delà de la résistance aux maladies. Les cacaoyer sont de petite taille et donnent de grandes cabosses, ce qui facilite la cueillette. Il ne faut que deux ans au plan pour donner ses premières cabosses contre sept à huit pour les variétés préexistantes. Cette forte productivité a toutefois un coût : plus d'entretien, une fermentation plus longue du fait de la forte teneur en mucilage.
On estime la superficie plantée en CCN 51 à 70 000 ha en 2011, soit 20 % des parcelles de cacaoyer. La production a fortement augmenté au cours des dernières décennies, passant de 20 000  à   100 000 tonnes par an entre 2005 et 2013, soit la moitié des exportations équatoriennes. Cette arrivée massive a fait passer l'Équateur au premier rang des pays exportateurs de cacao en 2013, dépassant le Brésil. Les cabosses de CCN 51 servent surtout à la production de beurre de cacao.
La concurrence avec le nacional fait peser un risque sur cette variété, pourtant très prisée. Les lots de cacao équatorien vendus comme du nacional sont fréquemment pollués par des grains de CCN 51 ; les producteurs équatoriens courent donc le risque de voir leurs produits dévalorisés.